# Philodendron antonioanum
Philodendron antonioanum är en kallaväxtart som beskrevs av Thomas Bernard Croat. Philodendron antonioanum ingår i släktet Philodendron och familjen kallaväxter. Inga underarter finns listade.